# Обичуъри
„Обичуъри“ е американска дет метъл група от град Тампа, щата Флорида, САЩ. Призната е за пионер в жанра.

## История
През 1984 година е формирана група с името Xecutioner, която малко по-късно се преименува на Обичуъри(в превод:„некролог“). В състава са Джон Тарди (вокал), брат му Доналд Тарди (барабани), Тревор Перес (китари), Алън Уест (китари) и Дениъл Такър (бас). Те подписват договор с Roadrunner Records (тогава Roadracer Records) и издават хаотичния и тежък дебютен албум Slowly We Rot. През 1990 година вече „помъдрялите“ музиканти издават Cause of Death, който разнася славата им отвъд границите на САЩ. С The End Complete от 1992 година, те затвърждават успеха си като продават над 100 000 копия от албума само в Америка. Следва мрачният и циничен World Demise. През 1997 година след натрупана умора от концерти групата се разпада, като някои от членовете се отдават на странични проекти. През 2003 година музикантите отново се събират и 2 години по-късно излиза Frozen In Time (2005).

## Състав
| Сегашни членове - Джон Тарди – вокали (1984 – 1997; 2003– ) - Доналд Тарди – барабани (1984 – 1997; 2003– ) - Тревор Перес – китара (1984 – 1986; 1987 – 1997; 2003– ) - Тери Бътлър – бас (2010– ) - Кени Андрюс – китара (2012– ) |  | Предишни членове - Джером Грабъл – бас (1984 – 1988) - Дениъл Такър – бас (1988 – 1989) - Алън Уест – китара (1984 – 1985; 1986 – 1989; 1992 – 1997; 2003 – 2006) - Джеймс Мърфи – китара (1990) - Франк Уоткинс – бас (1989 – 1997; 2003 – 2010) - Ралф Сантола – китара (2007 – 2011) |

## Дискография
| - Slowly We Rot – (1989) - Cause of Death – (1990) - The End Complete – (1992) - World Demise – (1994) - Back from the Dead – (1997) - Frozen in Time – (2005) - Xecutioner's Return – (2007) - Darkest Day – (2009) - Inked in Blood – (2014) - Obituary – (2017) - Don't Care – (1994) - Left to Die – (2008) | - Dead – (1998) - Anthology – (2001) - The Best of Obituary – (2008) - Frozen Alive – (2006) |